# Opius longiradis
Opius longiradis är en stekelart som beskrevs av Jimenez Peydro 1983. Opius longiradis ingår i släktet Opius och familjen bracksteklar. Inga underarter finns listade i Catalogue of Life.